# 翁托里亚德塞拉托
翁托里亚德塞拉托，是西班牙卡斯蒂利亚-莱昂帕伦西亚省的一个市镇。 总面积30平方公里，总人口115人（2001年），人口密度4人/平方公里。